# Verfassungsgericht der Republik Slowenien

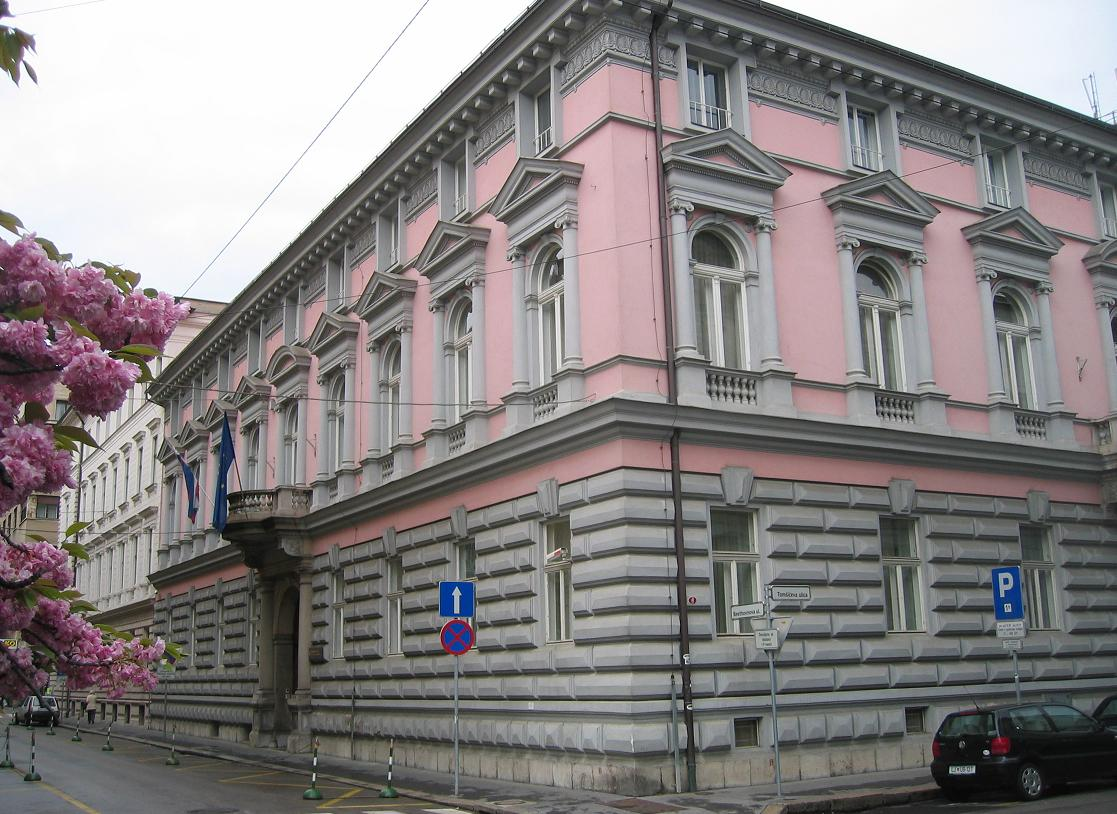
Sitz des Verfassungsgerichtes Sloweniens

Das Verfassungsgericht der Republik Slowenien (slow.: Ustavno sodišče Republike Slovenije) ist das höchste Gericht in Ljubljana.
Das Verfassungsgericht befindet sich an der Beethovnova ulica Nr. 10 in Ljubljana. Die neun Richter des Verfassungsgerichtes werden auf Vorschlag des Präsidenten Sloweniens vom Parlament Sloweniens gewählt. Die Kompetenzen des Verfassungsgerichtes bestimmen sich nach der Verfassung von Slowenien.

## Richter (Stand: September 2022)
- Matej Accetto, Verfassungsgerichtspräsident[2]
- Rok Čeferin, Vize-Präsident[3]
- Špelca Mežnar[4]
- Marko Šorli[5]
- Marijan Pavčnik[6]
- Klemen Jaklič[7]
- Rajko Knez[8]
- Katja Šugman Stubbs[9]
- Rok Svetlič[10]

## Gerichtsgebäude
Das Verfassungsgericht hat seinen Sitz im ehemaligen Gebäude der Handels-, Handwerks- und Industriekammer im Zentrum von Ljubljana, erbaut 1882 im Stil der Neorenaissance. Der Umbau in den Jahren 1925–1927 nach Plänen von Jože Plečnik stellt einen Eckpfeiler der slowenischen Innenarchitektur des frühen  20. Jahrhunderts dar. Das Äußere des Bauwerks ist praktisch unberührt geblieben. 1964 wurde das Gebäude zum Sitz des slowenischen Verfassungsgerichts innerhalb des damaligen föderativen Staates. Nach der Unabhängigkeit wurde es 1997 als Sitz des Verfassungsgerichts der Republik Slowenien im Geiste von Plečnik renoviert und verkörpert einen wichtigen Teil des slowenischen Kulturerbes.